# In a Hood Near You
In a Hood Near You – jedenasty studyjny album amerykańskiego rapera Lil’ Keke’a. Został wydany 27 września, 2005 roku.

## Lista utworów
Opracowano na podstawie źródła.
CD 1
1. „Intro"
2. „Teflon"
3. „G-Til I Die"
4. „Slow Down”
5. „84's - (Remix)”
6. „Nothing Wit Me"
7. „Skit"
8. „We Don't Love Them"
9. „Freestyle"
10. „All Ready Pt. 2"
11. „Southside"
12. „Represent da S.U.C."
13. „All Because"
14. „Street Mentality"
15. „Skit"
16. „Bouncing & Rolling"
17. „Ag Mr. Gates"
18. „What Im Bout"
19. „Still Throwed"
20. „Grit Boyz"
21. „Pimping and Money"
22. „Together”
23. „Freestyle"
24. „(Untitled Track)”

CD 2
1. „Intro - (Chopped & Slowed mix)”
2. „Teflon - (Chopped & Slowed mix)”
3. „G-Till I Die - (Chopped & Slowed mix)”
4. „Slow Down - (Chopped & Slowed mix)”
5. „84's - (Remix)”
6. „Nothing Wit Me - (Chopped & Slowed mix)”
7. „Freestyle - (Chopped & Slowed mix)”
8. „All Ready Pt. 2 - (Chopped & Slowed mix)”
9. „All Because - (Chopped & Slowed mix)”
10. „Street Mentality - (Chopped & Slowed mix)”
11. „Skit - (Chopped & Slowed mix)”
12. „Bouncing & Rolling - (Chopped & Slowed mix)”
13. „Southside - (Chopped & Slowed mix)”
14. „Freestyle - (Chopped & Slowed mix)”
15. „(Untitled Track)”
16. „(Untitled Track)”
17. „(Untitled Track)”
18. „(Untitled Track)”